# جیمز گوردون (شخصیت)
کمیسر جیمز دبلیو. «جیم» گوردون (به انگلیسی: James W. "Jim" Gordon) یک شخصیت خیالی در کتاب‌های کمیک آمریکایی منتشر شده توسط دی‌سی کامیکس است که اغلب با شخصیت ابرقهرمان بتمن مرتبط است. شخصیت جیمز گوردون توسط بیل فینگر و باب کین خلق شده است و برای اولین بار در شمارهٔ ۲۷ مجموعه کمیک‌های کاراگاه (مه ۱۹۳۹) حضور پیدا کرد. این شخصیت در کمیک‌ها، فیلم‌های سینمایی، بازی کامپیوتری حضور دارد.

## زندگی‌نامه
گوردون در خدمت نیروی پلیس گاتهام، قبل از تبدیل شدن به یک افسر در گاتهام سیتی بوده است.

## گوردون و هویت بتمن
در اکثر نسخه‌ها گوردون هویت بتمن را می‌داند.